# Goniothalamus hookeri
Goniothalamus hookeri är en kirimojaväxtart som beskrevs av George Henry Kendrick Thwaites. Goniothalamus hookeri ingår i släktet Goniothalamus och familjen kirimojaväxter. IUCN kategoriserar arten globalt som sårbar. Inga underarter finns listade i Catalogue of Life.